# Вулкан Пійпа
Вулкан Пійпа — активний підводний вулкан у Беринговому морі. Знаходиться в Командорській улоговині в 75 км від острова Беринга і в 335 км від Камчатського півострова. Висота — 300 м. Останнє відоме виверження — 5050 років до нашої ери. Іноді з кратера виходять отруйні гази.
Названий на честь радянського вулканолога Бориса Івановича Пійпа.

## Ресурси Інтернету
- http://www.kscnet.ru/ivs/conferences/kasp/tez/ab63r.doc
- http://www.iqlib.ru/book/preview/0C8CD791546A4DAB859371DE670C18EB [Архівовано 4 березня 2016 у Wayback Machine.]
- http://www.vokrugsveta.ru/vs/article/1072/ [Архівовано 5 березня 2016 у Wayback Machine.]
- Volcano Live [Архівовано 16 квітня 2017 у Wayback Machine.]